# Lasse Jürgensen
Lasse Jürgensen (* 16. Februar 1998) ist ein dänisch-deutscher Fußballspieler.
Der Abwehrspieler begann seine Karriere im Herrenbereich in der zweiten Mannschaft des FC Augsburg, für die er von 2017 bis 2020 in der Regionalliga Bayern spielte, und stand von 2020 bis 2022 in der 3. Liga beim SC Verl unter Vertrag. Seit Sommer 2024 spielt er für den FV Illertissen in der Regionalliga Bayern. Jürgensen, der sowohl die dänische als auch die deutsche Staatsbürgerschaft besitzt, war des Weiteren dänischer Nachwuchsnationalspieler.

## Karriere

### Verein
Lasse Jürgensen, Sohn eines dänischen Vaters und einer deutschen Mutter, wuchs im bayerischen Germering an der westlichen Peripherie von München auf und trat in der F-Jugend dem TSV Gräfelfing bei, wo er bis zur D-Jugend von seinem Vater trainiert wurde. Im Alter von 13 Jahren und als C-Jugendlicher schloss sich der Deutsch-Däne dem SC Unterpfaffenhofen-Germering an, bevor er in die Jugend des FC Augsburg wechselte. Zur Saison 2017/18 stieg Jürgensen in die zweite Mannschaft des FC Augsburg auf. Am 18. Juli 2017 gab er beim 1:2 am ersten Spieltag der Regionalliga Bayern gegen den VfR Garching sein Debüt im Herrenbereich. In seiner ersten Saison im Herrenbereich war Lasse Jürgensen Stammspieler, musste zwischenzeitlich allerdings aufgrund einer Muskelverletzung pausieren. Den Großteil der folgenden Saison verpasste er aufgrund einer Verletzung, doch ab seinem ersten Saisonspiel gehörte Jürgensen wieder zur Stammformation. Am 14. August 2019 erzielte er beim 3:3 am dritten Regionalligaspieltag gegen den FV Illertissen mit dem Tor zum 2:2 in der 81. Minute sein erstes Tor im Herrenbereich. Lasse Jürgensen blieb Stammspieler und trug in einigen Partien die Kapitänsbinde.
Im Juli 2020 verließ er Bayern und schloss sich dem Drittliga-Aufsteiger SC Verl an. Dort erhielt Jürgensen einen Vertrag bis 2022. Sein Debüt in einer professionellen Liga gab er am 19. September 2020 beim torlosen Unentschieden im Auswärtsspiel am ersten Spieltag der Drittligasaison 2020/21 gegen den SV Wehen Wiesbaden, als er mit Beginn der zweiten Halbzeit für Patrick Schikowski eingewechselt wurde. Lasse Jürgensen war während der Saison 2020/21 phasenweise Ersatzspieler und eine Zeit lang fiel er wegen des Bone-Bruise-Syndromes aus, weshalb er lediglich 20 Spiele – davon 17 von Anfang an – absolviert hatte. Dabei wurde er immer als Innenverteidiger eingesetzt. Auch in der Saison 2021/22 konnte sich Jürgensen nicht nachhaltig in der Stammelf der Ostwestfalen etablieren und zudem fiel er bis zum Ende der Spielzeit wegen Patellasehnenproblemen aus. Obwohl er im Mai 2021 noch seinen Vertrag bis 2023 verlängert hatte, verließ er im Sommer 2022 schließlich den Verein.
Daraufhin war Lasse Jürgensen einige Zeit vereinslos, ehe er sich im Oktober 2022 dem Regionalligisten SV Rödinghausen anschloss und einen Vertrag bis zum 30. Juni 2024 unterschrieb. Dort konnte er sich in der Folge jedoch nicht durchsetzen und verließ den Verein am Saisonende wieder. Stattdessen schloss er sich im Juli 2023 dem Südwest-Regionalligisten VfR Aalen an, wo er einen Einjahresvertrag mit einer Option auf eine Verlängerung um ein weiteres Jahr erhielt. Dort wurde er Stammspieler und gewann mit der Mannschaft den WFV-Pokal, stieg mit ihr am Saisonende jedoch aus der Regionalliga ab. Daraufhin verließ er den Verein im Sommer 2024 wieder und wechselte zum Bayern-Regionalligisten FV Illertissen.

### Nationalmannschaft
Am 9. Februar 2014 absolvierte Jürgensen beim 3:3 anlässlich eines UEFA-Turniers im englischen Burton-upon-Trent gegen Belgien sein Debüt für die dänische U16-Nationalmannschaft. Er wurde in der 80. Minute für Frederik Fisker eingewechselt. Fünf Tage später absolvierte er mit seiner Einwechslung in der 79. Minute für Nikolaj Kirk beim 1:1 gegen Spanien sein drittes und letztes Spiel für die U-16. Am 13. Februar 2015 absolvierte Lasse Jürgensen beim 2:2 im Testspiel im spanischen La Manga gegen Norwegen sein erstes und einziges Länderspiel für die dänische U17-Nationalmannschaft. Für weitere Einsätze in dänischen Auswahlmannschaften reichte es nicht und im Dezember 2016 gab er bekannt, in Zukunft nicht mehr für dänische Auswahlteams zu spielen.

## Sonstiges
Jürgensen spricht neben Deutsch fließend Englisch, allerdings Dänisch nur mangelhaft.